# Forstyr ikke mine cirkler
Forstyr ikke mine cirkler er en dansk animationsfilm fra 1966, der er instrueret af Preben Kaas efter manuskript af Bent Barfod.

## Handling
Denne artikel mangler et handlingsreferat. Hjælp os med at skrive det.